# ČKD

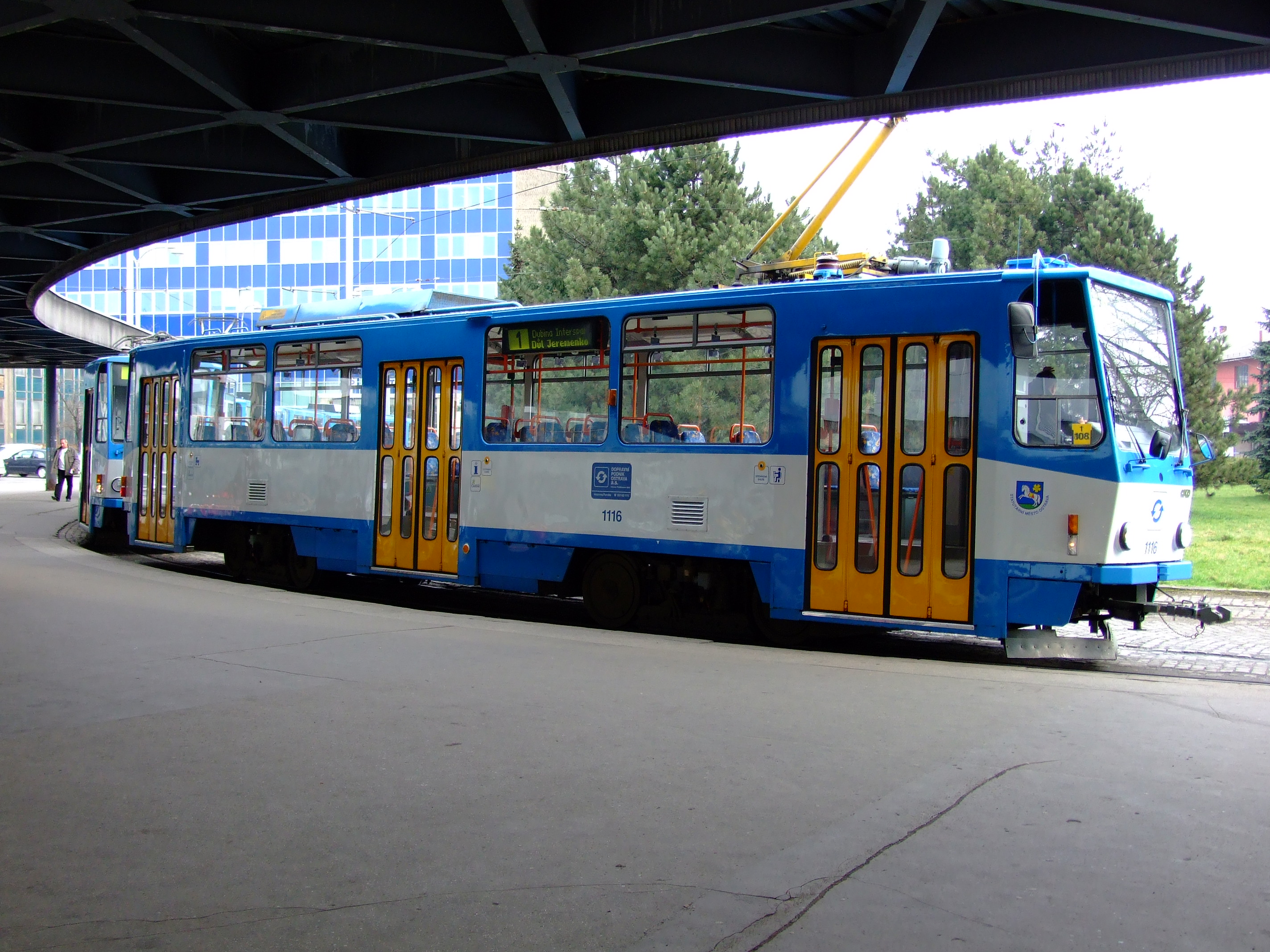
Jeden z produktów zakładów ČKD – Tatra T6A5

ČKD (Českomoravská Kolben Daněk) – jeden z największych zakładów przemysłowych dawnej Czechosłowacji, powstały w roku 1927 z połączenia dwóch mniejszych spółek Českomoravská-Kolben i Breitfeld-Daněk.

## Historia
ČKD składała się z dwóch fabryk: zakładów produkujących lokomotywy w Vysočanach i fabryki produkującej tramwaje w dzielnicy Pragi – Smíchov (dawniej fabryka tramwajów Ringhoffera). Podczas II wojny światowej zakłady zostały przemianowane na Böhmisch Mährische Maschinenfabrik i produkowały czołgi PzKpfw 38(t) i niszczyciele czołgów Hetzer.
Po zakończeniu wojny zakład znacjonalizowano i przestawiono wyłącznie na produkcję tramwajów i lokomotyw. Dzięki pozyskaniu licencji na produkcję wyposażenia elektrycznego tramwajów typu PCC, rozpoczęto wytwarzanie nowoczesnych modeli Tatra T1 i T2, a następnie długiej serii T3. Od 1954 roku firma była jedynym czechosłowackim producentem tramwajów.
Wkrótce zakłady ČKD zostały największym producentem tramwajów dla krajów RWPG, a rozwiązania zastosowane w ich tramwajach kopiowane były przez innych producentów państw bloku (m.in. Polskę). Tramwaje Tatra eksportowane były m.in. do NRD i krajów ZSRR, a na początku lat 90. XX wieku podpisano kontrakty na dostawy do Urugwaju i Manili na Filipiny.
Produkcja lokomotyw w ČKD początkowo obejmowała wyłącznie parowozy, ale z czasem podjęto także wytwarzanie lokomotyw spalinowych i elektrycznych. Znalazły one zastosowanie nie tylko na kolejach czeskich, ale także poza granicami kraju – głównie na liniach przemysłowych (np. w Polsce przemysłowe lokomotywy spalinowe S200, T448p i T419P).

## ČKD dziś
W latach 90. XX wieku zakłady sprywatyzowano. W 1996 roku produkcja pojazdów szynowych została wydzielona do spółki ČKD Systemy Transportowe SA. Potem zostały one wykupione przez koncern Siemens. Obecnie produkują one głównie wagony dla praskiego metra i lokomotywy, ale nazwa ČKD nie jest już używana.